# Charles de Coligny
Pour les autres membres de la famille, voir Maison de Coligny.
Charles de Coligny (1564-1632), est un membre de la famille de Coligny (éteinte en 1694).

## Biographie
Fils cadet de Gaspard II de Coligny et de Charlotte de Laval, il naquit à Chastillon le dimanche 10 décembre 1564. Il est le seul des enfants de l'amiral de Coligny à avoir été baptisé protestant puis à s'être convertit à la foi catholique.
Il est le mari d'Humberte (ou Huberte) de Chastenay, dame de Lanty, Dinteville, Villars-en-Azois (cf. l'article Jaucourt), Cusey, et probablement d'Auxon (Aube).
Il est marquis de Coligny-le-Vieux, d'Andelot et de Saint-Bris, seigneur de Dannemarie en Puisaye (Dammarie et/ou Dammarie) ; baron de Lanty et de Cusey, seigneur de Dinteville, Villars-en-Azois et d'Auxon, par son mariage.
Fait prisonnier après la Saint-Barthélemy, il fut emprisonné à Marseille. Libéré en mai 1576, il porta alors les armes avec son frère (Note de J.-M. Bernet : quel est le nom de son frère ?) dans le Rouergue et le Languedoc pour le service du roi de Navarre. Au mois d’août 1577, lui et son frère reprirent la ville de Manguis (Note rajoutée par J.-M. Bernet, il y a erreur ; c'est de Mauguio dont il s'agit, à quelques kilomètres à l'est de Montpellier), près de Sommières, où Charles fut laissé en garnison.
Il leva en juin 1585 un régiment d’infanterie à la tête duquel il servit en Languedoc jusqu’en 1587, dans l’armée du duc de Montmorency. Il combattit en Dauphiné, Savoie et Vivarais, avec Lesdiguières (été 1587). Fait prisonnier en juillet 1590 lors du siège de Paris, il rallia la Ligue et se convertit peu après. Il se fixa à Lyon, et fut emprisonné quelque temps à Pierre Scize sur l’ordre du duc de Nemours (1593). il est employé comme maréchal de camp en 1598.
Il devint gouverneur de Langres en 1604, lieutenant pour Sa Majesté aux bailliages de Chaumont et Vitry, puis lieutenant-général au gouvernement de Champagne en 1608, charge dont il se démit en 1615 en faveur de son fils aîné.
En 1615 et 1616, il reçut le commandement d’une petite armée en Champagne, pour s’opposer aux entreprises de partisans de princes mécontents, dont Luxembourg; à la tête de 2 500 hommes de pied et de 600 chevaux, il s’empara de Varennes et de Soyeras, en Bassigny, puis de Brienne et de Rosnay.
Il obtint de l’archiduc Albert, en 1617, la mainlevée des terres de Coligny-le-Vieil et Andelot, et ce fut en sa faveur que furent érigées en marquisats les terres de Coligny-le-Vieux et d’Andelot. En 1629, il vendit les marquisats de Coligny et d’Andelot à son cousin Clériadus de Coligny.
Il est aussi maréchal des camps et armées du Roi, gentilhomme ordinaire de la chambre du roi Henri IV en 1596, capitaine de cinquante hommes d'armes des ordonnances de Sa Majesté en 1597 et chevalier des ordres du Roi (Saint-Esprit et Saint-Michel) le 31 décembre 1619.

## Enfants

### Joachim François
Joachim-François, marquis d’Andelot, mestre-de-camp d’un régiment de 1 200 hommes de pied, et pourvu en survivance de son père de la lieutenance du gouvernement de Champagne (1615). Il fit campagne en Italie. Il se présenta en 1623 à M. de Bérulle, pour être reçu dans la congrégation des pères de l’Oratoire de Paris. Il fut ordonné prêtre par Sébastien Zamet, évêque de Langres, en février 1625. En 1631, il devint directeur de la nouvelle Compagnie du Saint-Sacrement. Il fonda le carmel de Chaumont-en-Bassigny, et fit beaucoup de biens à celui de Châtillon. Après la mort de son frère, il se retira à Lanty. Il y tomba malade (1654), se fit transporter à Châtillon, fit son testament, et mourut le 18 octobre 1654, muni des sacrements de l’Église, en s’écriant «Je meurs enfant de l’Église catholique, apostolique et romaine». Son corps fut enterré en l’église du château de Châtillon, et son cœur fut porté à Lanty.

### Bernard
Bernard, ainsi nommé à la suite de sa guérison miraculeuse obtenue par son père lorsqu'il avait six mois, le 7 février 1609, grâce à l’intercession de saint Bernard de Clairvaux ; il naquit en 1605 ; marquis de Coligny-le-Vieux, d’Andelot et de Saint-Bris, baron de Lanty et de Dinteville, lieutenant-général au gouvernement de Champagne, il fut marié en 1625 à Gabrielle de Pouilly, fille de Simon de Pouilly, baron d’Esnes et de Manonville, seigneur de Loupy, maréchal de Barrois, gouverneur de Stenay, et de Françoise de Berniaut. Il mourut sans enfants l’an 1627. Sa veuve se remaria avec Claude-Roger de Cominges, marquis de Vervins.

### Marguerite-Marie
Marguerite-Marie, épousa en 1621 Pierre-Ernest, comte souverain de Créanges. En secondes noces, après 14 ans de veuvage, elle épousa en 1650 Charles-Étienne d’Hury de Boutenay, comte de Hombourg (aux titres suspects : cf. Archives de la Noblesse de France (1839), t. VI, p. 55, par Pierre-Louis Lainét), baron de Lanty, grand-tranchant de France, lequel mourut en 1686 âgé de 63 ans. Marguerite-Marie mourut en 1672 et fut enterrée aux Carmélites de Chaumont-en-Bassigny, que son frère avait fondées.